# 티엔득
티엔득(베트남어: Thiên Đức / 天德 천덕, 544년 1월 ~ 548년 3월) 또는 다이득(베트남어: Đại Đức / 大德 대덕)은 베트남 전 리 왕조(前李朝) 전 리남제(前 李南帝) 리비(李賁)의 연호이다. 티엔득 5년(548년) 3월, 리남제가 죽은 이후에 베트남 역사에서 연호 개원 기록이 없으며, 딘 왕조(丁朝)가 칭제건원하기 전까지는 연호를 건원한 왕조는 없었다.

## 서력 연대표
| 티엔득     | 원년            | 2년        | 3년                       | 4년                 | 5년        |
| 서기(西紀) | 544년           | 545년      | 546년                     | 547년               | 548년      |
| 간지(干支) | 갑자(甲子)      | 을축(乙丑) | 병인(丙寅)                | 정묘(丁卯)          | 무진(戊辰) |
| 양(梁)     | 대동(大同) 10년 | 11년       | 12년 중대동 (中大同) 원년 | 2년 태청(太淸) 원년 | 2년        |

## 동시대 연호

### 한국
신라(新羅)
- 건원(建元) (536년 ~ 550년)

### 중국
양나라(梁)
- 대동(大同) (535년 ~ 546년)
- 중대동(中大同) (546년 ~ 547년)
- 태청(太淸) (547년 ~ 549년)

동위(東魏)
- 무정(武定) (543년 ~ 550년)

서위(西魏)
- 대통(大統) (535년 ~ 551년)

| 이전 (없음) | 전 리 왕조의 연호 544년 ~ 548년 | 다음 (딘 왕조 타이빈(太平)) |